# Flärken (Ullångers socken, Ångermanland)
Flärken är en sjö i Kramfors kommun i Ångermanland och ingår i Nätraån-Ångermanälvens kustområde. Sjön har en area på 0,0868 kvadratkilometer och ligger 175,4 meter över havet.

## Delavrinningsområde
Flärken ingår i det delavrinningsområde (699401-161037) som SMHI kallar för Utloppet av Stor-Åkersjön. Medelhöjden är 203 meter över havet och ytan är 8,72 kvadratkilometer. Räknas de 3 avrinningsområdena uppströms in blir den ackumulerade arean 12,53 kvadratkilometer. Stor-Åkersjöbäcken som avvattnar avrinningsområdet har biflödesordning 2, vilket innebär att vattnet flödar genom totalt 2 vattendrag innan det når havet efter 12 kilometer. Avrinningsområdet består mestadels av skog (75 procent). Avrinningsområdet har 1,92 kvadratkilometer vattenytor vilket ger det en sjöprocent på 22 procent.